# Trigger
Un trigger (o disparador) en una base de dades, és un procediment que s'executa quan es compleix una condició establerta en realitzar una operació d'inserció (INSERT), actualització (UPDATE) o esborrament (DELETE).

## Usos
Són usats per millorar l'administració de la Base de Dades, sense necessitat de comptar que l'usuari executi la sentència de SQL.
A més, poden generar valors de columnes, prevé errors de dades, sincronitza taules|posts, modifica valors d'una vista, etc.
Permet implementar programes basats en paradigma lògic (sistemes experts, deducció).

## Components principals
L'estructura bàsica d'un trigger és:
Trucada d'activació: és la sentència que permet "disparar" el codi a executar.
Restricció: és la condició necessària per realitzar el codi. Aquesta restricció pot ser del tipus condicional o del tipus nul.
Acció d'executar: és la seqüència d'instruccions a executar un cop que s'han fet les condicions inicials.